# Богдан Смолень
Бо́гдан Смолень (пол. Bohdan Smoleń; 9 червня 1947, Бельсько-Бяла — 15 грудня 2016, Познань) — польський комедійний актор, артист кабаре — виступав у відомому кабаре «TEY» у Познані, засновник Фундації товариства пана Смоленя.

## Біографія
Випускник Сільськогосподарської академії (Зоотехнічний факультет) у Кракові. У 1968—1977 роках виступав у кабаре «Під будою» (був його засновником), у 1972 році отримав найвищу премію на фестивалі ФАМА. Сім років виступав із Зеноном Ласковіком у кабаре «TEY». На фестивалі в Ополі у 1981 році отримав титул — Містер Об'єктива. Співпрацював також з кабаре «Довгий». Його кар'єру зупинила смерть сина та дружини.
У 1995—1997 роках разом з С. Соколовським й А. Домбровською записав три гумористичні компакт-диски, у стилі диско-поло.
Пізніше до складу «Кабаре Богдана Смоленя» увійшли: Ґ. Реплінський, Й. Ромек і М. Сомолчик. З програмою «Новий уряд — стара біда» виступали у різних місцях у Польщі та за кордоном. Від 1999 року відомий з ролі листоноші Едзя у фільмі «Справи Кепських».
В останні роки здоров'я не дозволяло акторові активно працювати. У грудні 2008 року його вразив лівосторонній інсульт. 26 січня 2010 потрапив до вроцлавської лікарні. У жовтні 2010 року артист переніс ще один інсульт.
20 травня 2009 року отримав від міністра Богдана Здроєвського срібну медаль «Заслужений у культурі Gloria Artis».

## Фільмографія
- Коханці моєї мами — 1985
- Царське пізнання — 1987
- Пан Ляпка у Космосі 1988
- Це ми — 2000
- польський дубляж «Сім гномів — правдива історія» — 2004
- Сім гномів — Ліс це замало — історія ще правдивіша — 2007

## Відзначення та нагороди
- Золотий хрест заслуги
- Заслужений у культурі Gloria Artis
- Золота Почесна відзнака Товариства Полонія
- Найвища нагорода на Державному Фестивалі польської пісні в Ополі, за монолог — «А там тихо бути»
- Найвища нагорода на фестивалі ФАМА (з групою Під будою 1972)